# ROKS Munmu le Grand
Le ROKS Munmu le Grand (DDH-976) est un destroyer de la marine de la république de Corée, deuxième navire de la classe Chungmugong Yi Sun-sin. Il est nommé d’après le roi coréen Munmu de Silla.

## Conception
Le KDX-II fait partie d’un programme de construction beaucoup plus vaste visant à transformer la ROKN en une marine de haute mer. On dit qu’il s’agit du premier navire de combat majeur furtif de la ROKN et qu’il a été conçu pour augmenter considérablement les capacités de la ROKN.

## Carrière
En mars 2009, le ROKS Munmu le Grand a été envoyé outre-mer pour protéger les navires marchands des attaques des pirates somaliens. Le 28 mai 2007, lors d’un exercice de tir en pleine mer près de Jinhae, l’un des projectiles a explosé à l’intérieur du canon de 127 mm, qui a dû être remplacé plus tard. En 2014, il a mené des exercices de lutte contre la piraterie dans l’océan Indien, dans le cadre de la Combined Task Force 151, avec le HMS Defender.
En avril 2018, il a été déployé au Ghana avec du personnel de la brigade des forces spéciales, dans le cadre d’une mission de sauvetage de pêcheurs sud-coréens kidnappés
Le 19 juillet 2021, il est signalé que 247 des 301 membres d’équipage du 34e contingent de l’unité Cheonghae sur le ROKS Munmu le Grand ont été testés positifs au covid-19. Deux KC-330 de l’armée de l'air coréenne sont partis avec 200 membres d’équipage de remplacement, et ont ramené en Corée du Sud l’équipage entier précédent, de 301 membres. Après leur retour en Corée du Sud, il est révélé que 270 membres d’équipage sont testés positifs.

## Gallery

Galerie ROKS Munmu le Grand
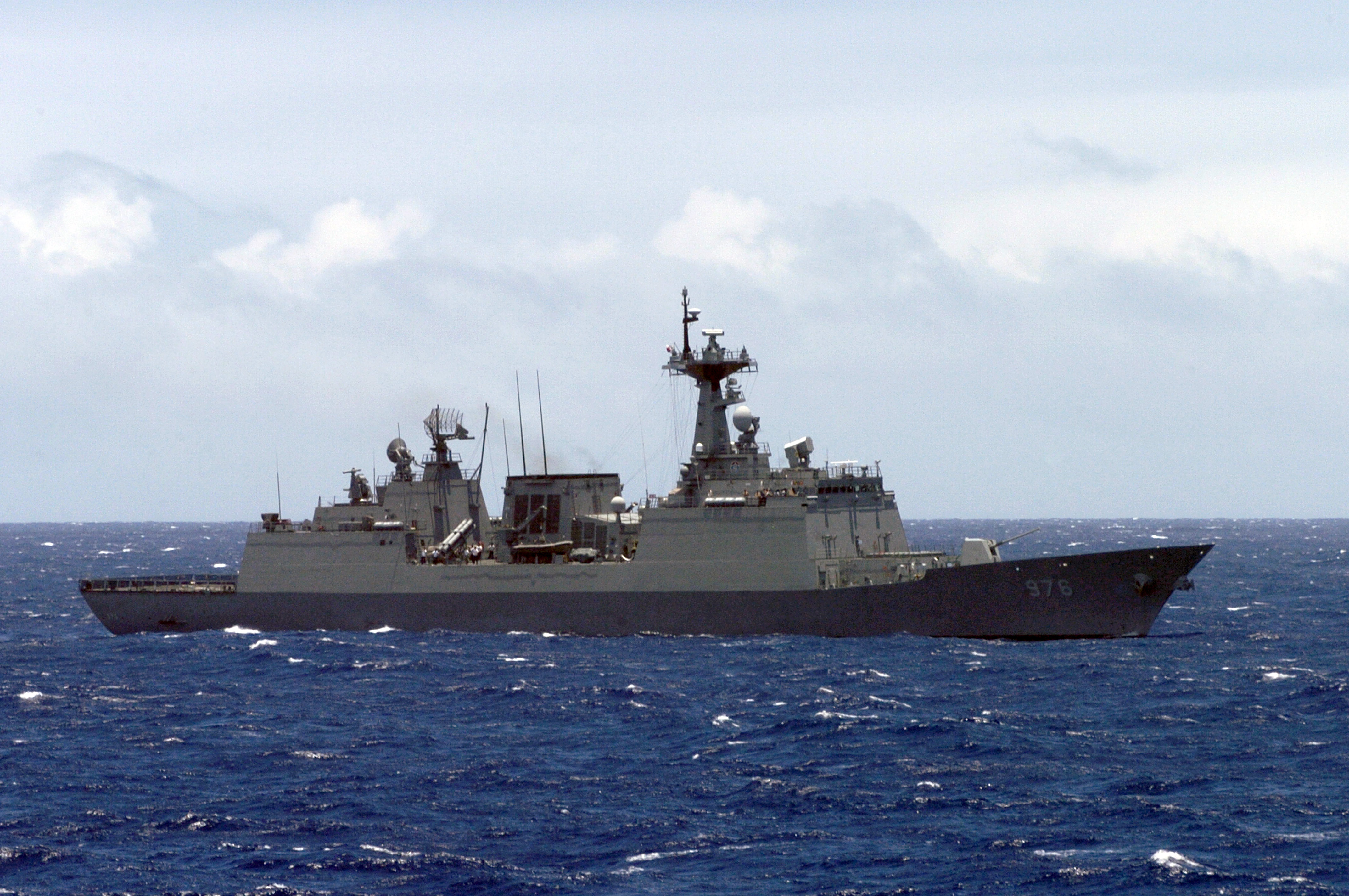
Le ROKS Munmu le Grand manœuvre pendant RIMPAC 2006.
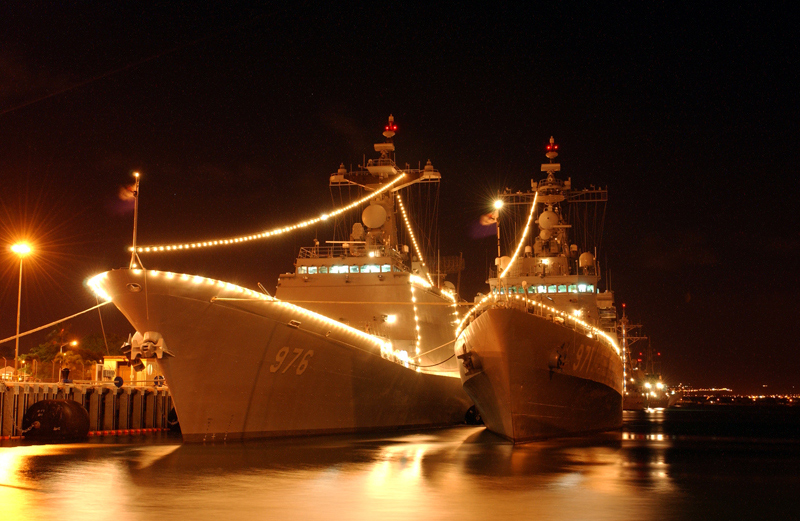
Le ROKS Munmu le Grand et le ROKS Gwanggaeto le Grand (DDH-971) ont allumé leurs lumières pour célébrer le Jour de l'Indépendance, le 4 juillet 2006.